# Gare de Berlin-Wuhletal
 (mars 2020).
Si vous disposez d'ouvrages ou d'articles de référence ou si vous connaissez des sites web de qualité traitant du thème abordé ici, merci de compléter l'article en donnant les références utiles à sa vérifiabilité et en les liant à la section « Notes et références ».
La gare de Berlin-Wuhletal est une gare ferroviaire allemande de la ligne de Prusse-Orientale. Elle est située dans le quartier de Hellersdorf à Berlin.
Gare de correspondance entre la S-Bahn et le métro par l'intermédiaire de la station Wuhletal avec laquelle elle partage les accès et les quais. La gare utilise les deux voies extérieurs et la station du métro les deux voies centrales.

## Situation ferroviaire
La gare se situe sur la ligne de Prusse-Orientale dans le sud-ouest de Berlin-Hellersdorf, aux limites avec les quartiers de Biesdorf et Kaulsdorf qui font tous partie de l'arrondissement de Marzahn-Hellersdorf. Au nord et sud des voies se trouve la coulée verte allongée de Wuhletal. Le pont ferroviaire traverse la rivière Wuhle et comprend deux tunnels piétons.
Gare de correspondance avec la station Wuhletal du métro, les deux quais centraux sont desservis sur leur côté extérieur, au nord et au sud, par les trains de la ligne 5 du S-Bahn de Berlin, tandis que les deux voies centrales du métro desservent l'intérieur des deux quais latéraux. Le site possède également la seule voie de raccordement entre les réseaux de Berlin : S-Bahn et métro.

## Histoire
La gare prévue sous le nom de Kaulsdorf-West par la société de conception et d'arpentage de la Deutsche Reichsbahn est construite au cours de l'extension vers l'est de la ligne E. Le chantier commence en 1985 pour desservir les grands lotissements de Hellersdorf. Elle ouvre à l'endroit ou celle-ci croise la ligne de Prusse-Orientale et avec les autres gares de la ligne du métro jusqu'à Hönow le 1er juillet 1989.
Les indicateurs de destination des trains en panneaux de verre de la période d'ouverture sont présents sur les voies du S-Bahn jusqu'en 2013. Les voies du métro sont équipées d'indicateurs électroniques à diodes électroluminescentes (DAISY), comme les voies du S-Bahn depuis 2013. 

## Service des voyageurs

### Accueil
Les accès situés sous le remblai sont communs à la gare et à la station du métro. 

### Desserte

Installations et desserte
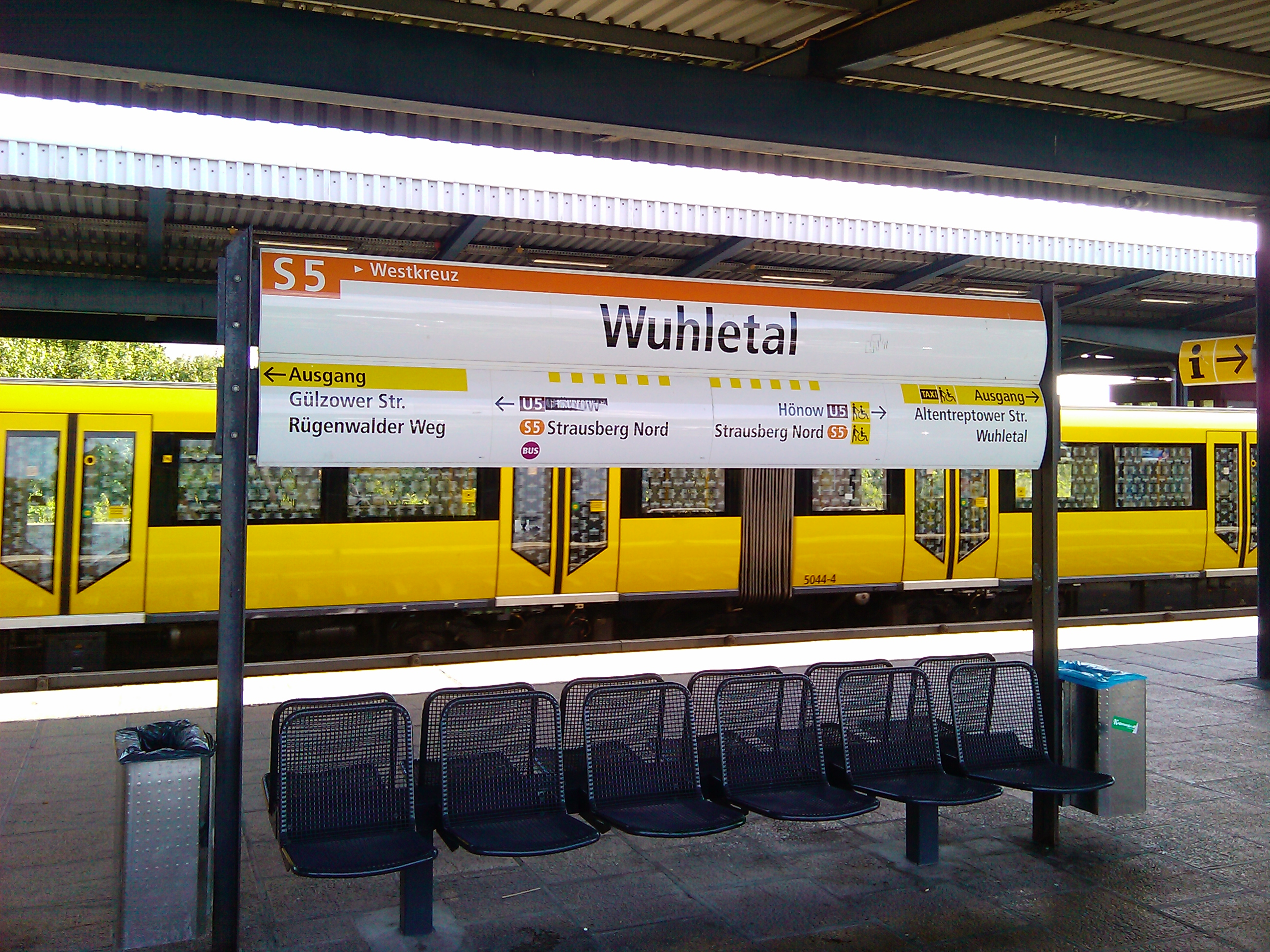
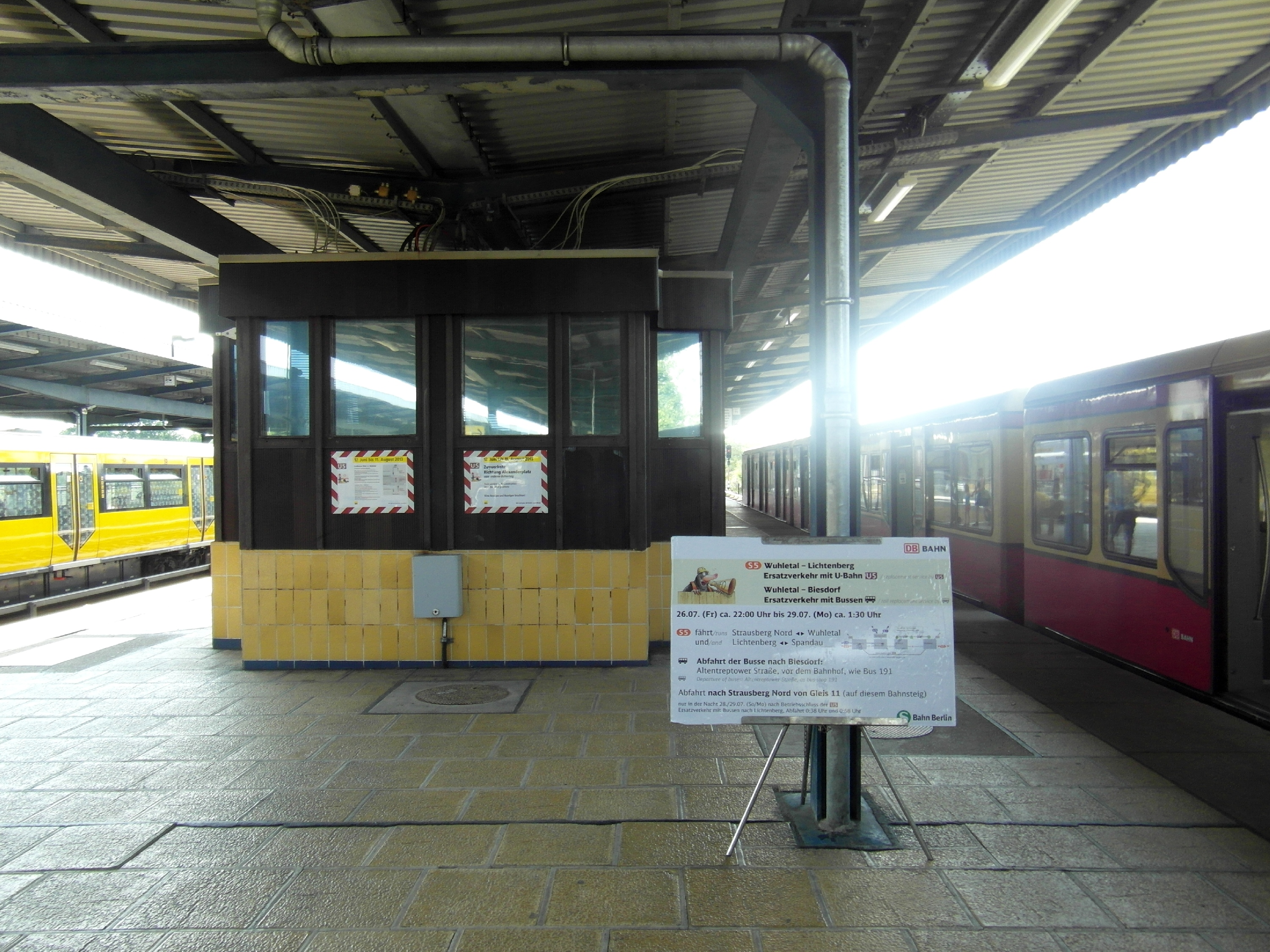
S-Bahn, à droite.
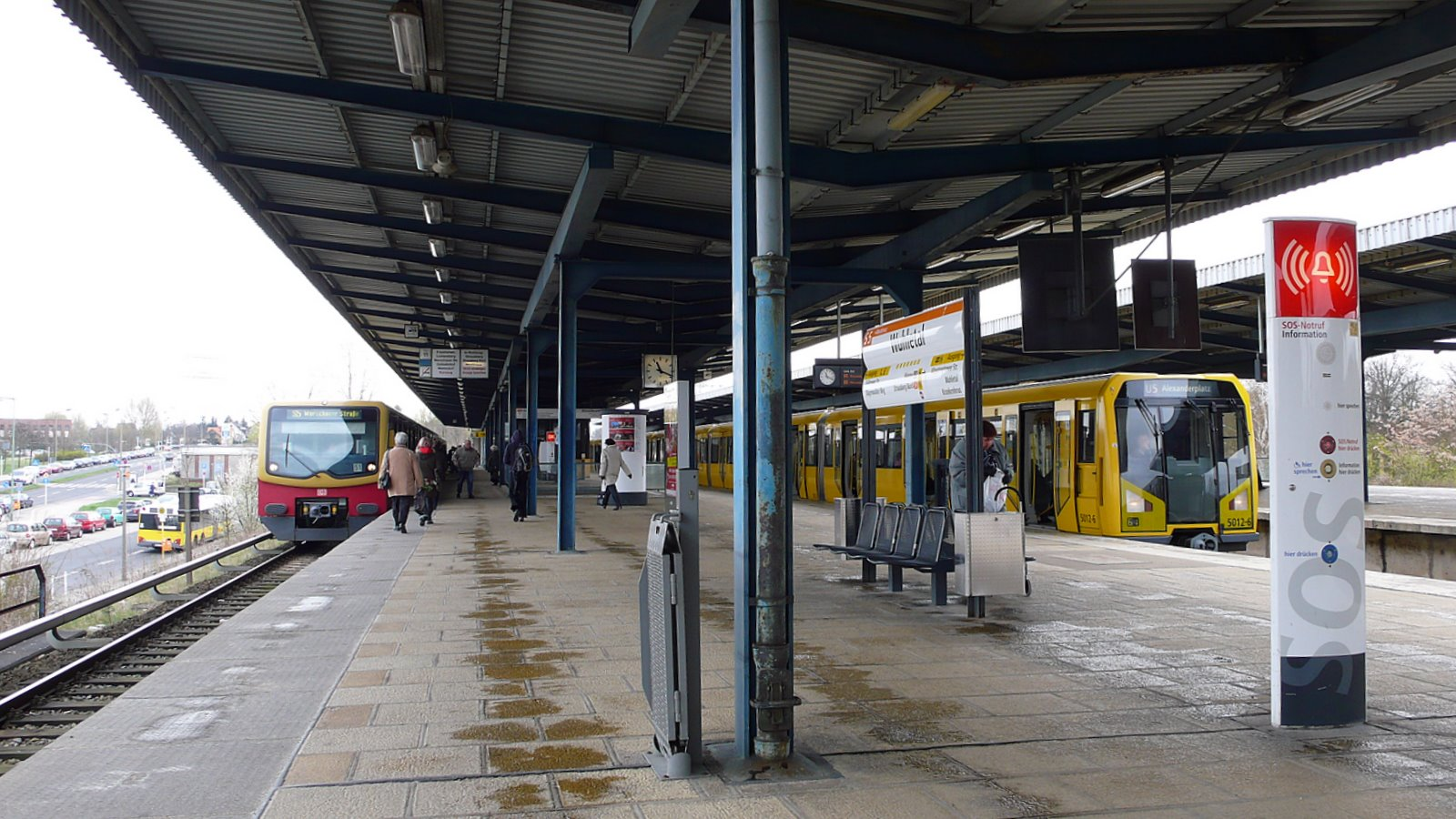
S-Bahn, à gauche.

### Intermodalité
La gare est en correspondance avec les rames de la ligne 5 du métro de Berlin. Elle est desservie par les autobus 191 et 291 et les lignes de nuit N5, N69, N90, N91 et N95 de la Berliner Verkehrsbetriebe (BVG).
À l'entrée est de la gare, il y a un parc relais (P+R) gratuit pour faciliter le passage de la voiture aux transports en commun.